# Schwimmbad Uetersen

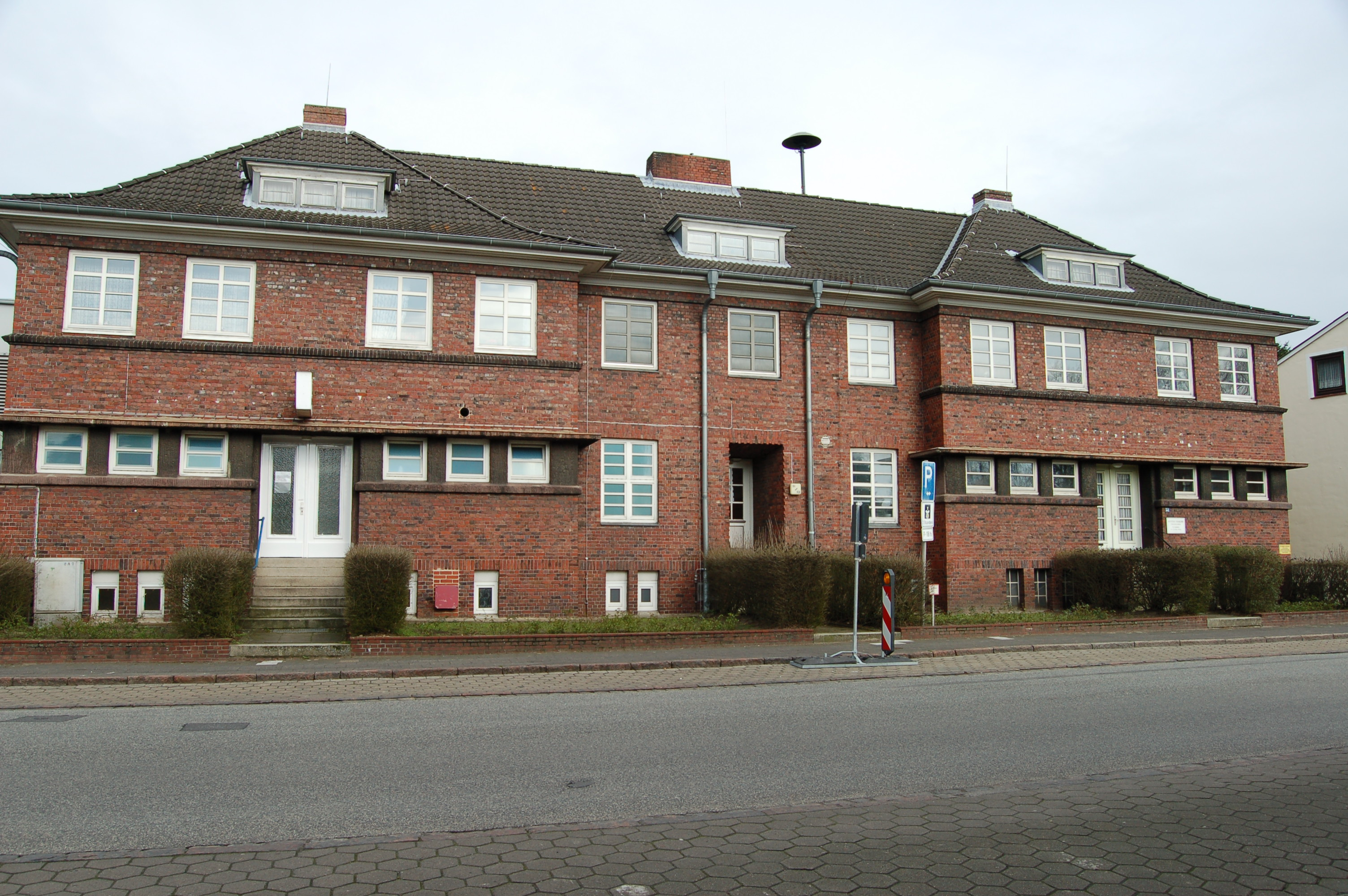
Das ehemalige Schwimmbad in Uetersen

Das ehemalige Schwimmbad Uetersen ist ein denkmalgeschütztes Gebäude in Uetersen.
Das Gebäude ist ein lang gestrecktes zweigeschossiges Wohnhaus mit Vollwalmdach und einer rückwärtig angebauten Schwimmbad mit Satteldach und abgestuften Giebel. Der Klinkerbau besitzt in der Hauptfassade eine eingezogene Mittelzone, die rückseitige Fassade mit Giebel ist mit einem mehrfarbigen Fenster versehen.  Auffällig an dem Bau sind die sorgfältig gegliederten Fensterreihen, die im Erdgeschoss der Hauptfassade von vorragenden Gesimsen umgeben sind. Erbaut wurde das Gebäude 1926 auf einem inselartigen Grundstück nach den Plänen des Pinneberger Architekten Klaus Groth (1893–1979) im Auftrag der Ortskrankenkasse in Uetersen, die im linken Gebäudeteil ihren Sitz hatte. Klaus Groth wurde bei diesem Bau von dem Architekten und Stadtplaner Gustav Oelsner beeinflusst. Die Verbindung von öffentlichem Schwimmbad, Sauna, Geschäftsstelle der Ortskrankenkasse und den oberen Wohnräumen wurde bei diesem Bau der wirtschaftlich angespannten Zeit der Weimarer Republik gerecht und war in Schleswig-Holstein einmalig. Bis 1960 wurde das Schwimmbad mehrmals modifiziert und 1963 wurde das Schwimmbecken zum Nichtschwimmerbecken umgebaut, da am linken Teil eine neue Schwimmhalle angebaut wurde. Durch den An- und Umbau verlor das Schwimmbad seine Eigenständigkeit.
Das Gebäude steht wegen seines hohen architektonischen, historischen und städtebaulichen Wertes als   Kulturdenkmal unter Denkmalschutz.
- Siehe auch: Liste der Kulturdenkmale in Uetersen